# Nagniangou
Nagniangou est une localité située dans le département de Bilanga de la province de la Gnagna dans la région Est au Burkina Faso.

## Géographie
Nagniangou se trouve à 11 km au nord-ouest de Bilanga et à 7 km de la route nationale 18.

## Santé et éducation
Le centre de soins le plus proche de Nagniangou est le centre de santé et de promotion sociale (CSPS) de Bilanga.
Le village possède une école primaire publique.